# Jesse Levine

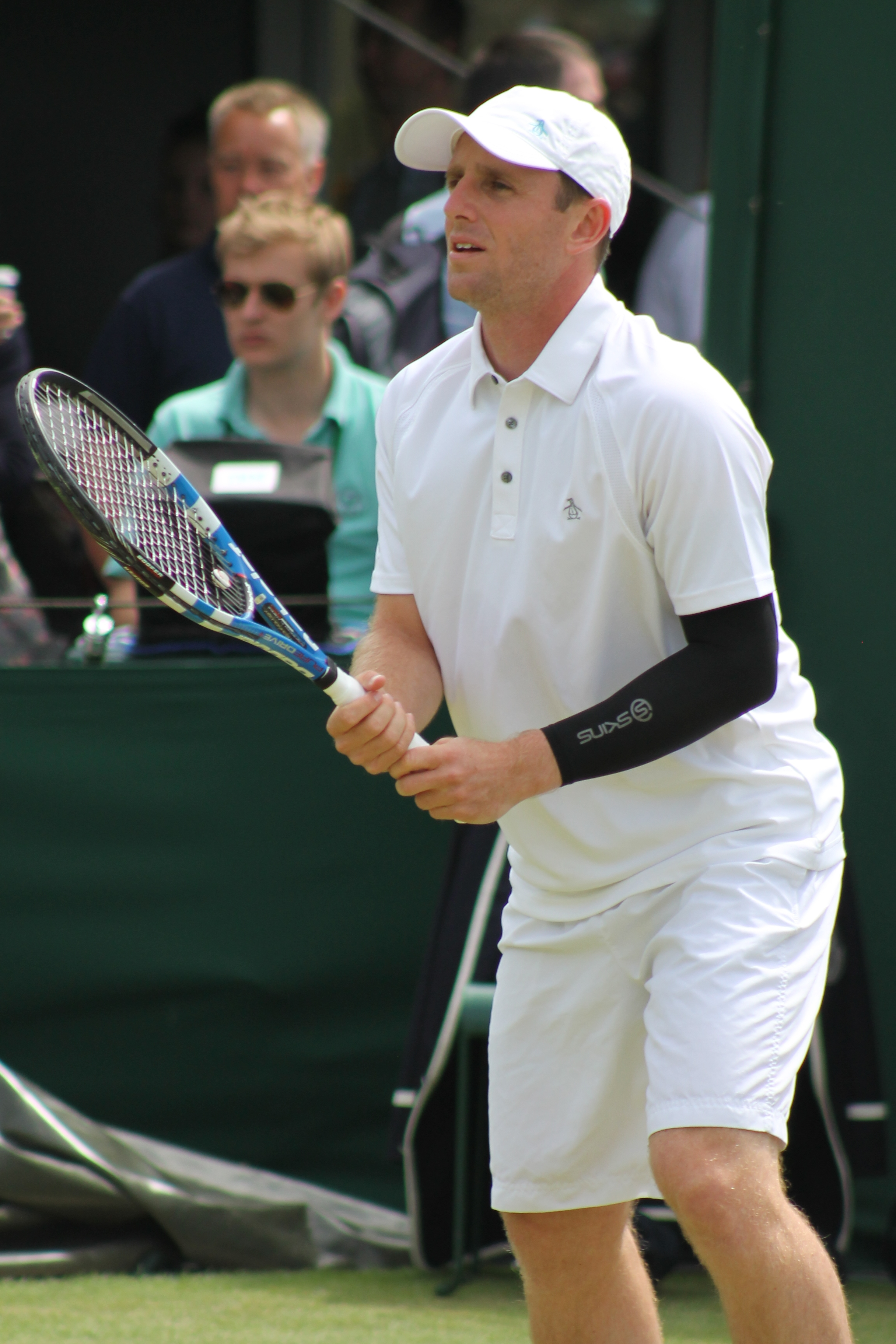
Jesse Levine

Jesse Levine (Ottawa, Ontario, Canadá; 15 de octubre de 1987) es un jugador de tenis canadiense. Ha tenido un buen desempeño tanto en juniors (llegó al puesto 14.º del mundo) como universitario, donde representó a la Universidad de Florida. Su mejor ranking hasta el momento es N.º 69 en el listado de la ATP. Desde comienzos de su carrera hasta el 2013 había representado a Estados Unidos, pero desde ese año comenzó a jugar para su país natal.

## Tïtulos (0)

### Clasificación en torneos del Grand Slam
| Torneo          | 2012 | 2011 | 2010 | 2009 | 2008 | 2007 | Títulos |
| --------------- | ---- | ---- | ---- | ---- | ---- | ---- | ------- |
| Australian Open | 1r   | -    | -    | -    | 2r   | -    | 0       |
| Roland Garros   | 2r   | -    | -    | -    | -    | -    | 0       |
| Wimbledon       | 2r   | -    | 1r   | 3r   | 2r   | -    | 0       |
| US Open         | 1r   | -    | -    | 2r   | 1r   | 1r   | 0       |

### Finalista en dobles (1)
- 2009: Houston (junto a Ryan Sweeting pìerden ante Bob Bryan y Mike Bryan)

### Challengers (3)
| N.º | Fecha                   | Torneo    | Superficie | Oponente en la final | Resultado      |
| --- | ----------------------- | --------- | ---------- | -------------------- | -------------- |
| 1.  | 5 de noviembre de 2007  | Nashville | Dura (i)   | Alex Kuznetsov       | 3-6 6-2 7-6    |
| 2.  | 12 de noviembre de 2007 | Champaign | Dura (i)   | Donald Young         | 7-6 7-6        |
| 3.  | 12 de mayo de 2008      | Bradenton | Clay       | Robert Kendrick      | 6-3 5-7 7-6(3) |